# Saint-Thomas (Aisne)
Saint-Thomas település Franciaországban, Aisne megyében. Lakosainak száma 72 fő (2022. január 1.). Saint-Thomas Aizelles, Aubigny-en-Laonnois, Berrieux, Courtrizy-et-Fussigny, Goudelancourt-lès-Berrieux és Saint-Erme-Outre-et-Ramecourt községekkel határos.

## Népesség
A település népessége az elmúlt években az alábbi módon változott:
| Lakosok száma | 98   | 91   | 80   | 76   | 99   | 85   | 80   | 76   | 74   | 72   |
|               | 1968 | 1982 | 1990 | 2006 | 2013 | 2015 | 2017 | 2019 | 2020 | 2022 |